# 2020년 세계 탁구 선수권 대회
제55회 세계 탁구 선수권 대회는 대한민국 부산광역시에서 2022년 3월 22일부터 29일까지 개최될 예정이었으나 코로나19 범유행으로 인해 2020년 6월 21-28일로 연기되었고, 결국 대회가 취소되었다.